# Kantonsschule Uster
Die Kantonsschule Uster (KUS) ist eine Kantonsschule im Kanton Zürich.
Ursprünglich wurde die Schule 1974 als Filialabteilung der Kantonsschule Zürcher Oberland in Dübendorf als Provisorium gegründet. 2006 wurde die Kantonsschule eigenständig und baute sich eine Zweigstelle in Uster auf. 2013 wurden die verschiedenen Standorte – Dübendorf und Uster – in dem sogenannten Parkschulcampus in Uster zusammengelegt.
Im April 2016 erfolgte der Spatenstich für den Neubau des Bildungszentrums Uster. Während der Umbauzeit wurde sowohl der Unterricht der Kantonsschule als auch jener der Berufsfachschule Uster (BFSU) und der Höheren Berufsbildung Uster (HBU) in Provisorien abgehalten.
Im Frühjahr 2019 wurde der fertiggestellte Neubau eingeweiht und nach den Frühlingsferien 2019 von der KUS, der BFSU und der HBU bezogen.

## Maturitätsprofile
Als Lang- und Kurzgymnasium führt die Kantonsschule Uster alle kantonalen Maturitätsprofile. Das Langgymnasium beginnt nach der Primarstufe, das Kurzgymnasium schliesst an die 2. oder 3. Klasse der Sekundarstufe an. Der Eintritt in beide Gymnasien erfolgt über die Zentrale Aufnahmeprüfung des Kantons Zürich (ZAP). Die Profile beider Gymnasien enden mit der eidgenössisch anerkannten Maturität.

## Schwerpunkt- und Freifächer
Die Schülerinnen und Schüler haben die Wahl zwischen zehn Schwerpunktfächern. Diese sind Latein, Anwendungen der Mathematik und Physik, Biologie und Chemie, Musik, Bildnerisches Gestalten, Wirtschaft und Recht, Englisch, Italienisch, Spanisch sowie Philosophie/Pädagogik/Psychologie. Mit der Wahl des Schwerpunktfachs legen sie ihr Profil fest. Ein Wahlpflichtfach, ein Ergänzungsfach und der Besuch von Freifächern setzen persönliche Ausbildungsschwerpunkte. Neben dem Unterricht können sie ihren Neigungen nachgehen, indem sie bei einer Theatergruppe, verschiedenen Orchestern, Sportveranstaltungen etc. mitmachen.

## Geschichte

### Der Ursprung 1958–1974
Im Jahre 1958 wurde in Oerlikon eine Filialabteilung des damaligen Unterseminars Küsnacht eröffnet. Das Unterseminar war seit Staatsgründung die klassische Ausbildungsstätte für Primarlehrer. Sie setzte Pestalozzis Credo um, junge Menschen durch Bildung von Verstand, Gemüt und praktischer Geschicklichkeit gleichermassen zu fördern. Insbesondere die musische Erziehung hatte im Lehrplan des Seminars immer einen prominenten Platz. Die Filialabteilung Oerlikon war in städtischen Schulräumen untergebracht und führte jährlich eine Unterseminarklasse. Ab Frühjahr 1974 benötigte die Stadt Zürich die Schulräume selbst, weshalb eine Alternative zur Unterbringung des Unterseminars gesucht werden musste. Schliesslich fanden sich Schulräume in der neu erstellten Schulanlage Stägenbuck in Dübendorf.

### Die Gründerjahre 1974–1983
Am 23. April 1974 wurde die Filialabteilung Glattal der Kantonsschule Zürcher Oberland in Dübendorf eröffnet. Mit dem Umzug von Oerlikon nach Dübendorf erfolgte ebenfalls eine administrative Umstellung. Die Schule wurde der ebenfalls neu gegründeten Kantonsschule in Wetzikon unterstellt. Lehramtsklassen lösten die Unterseminarklassen ab. In enger Symbiose mit der Primarschule Stägenbuck, in deren Schulhaus die Filialabteilung untergebracht war, entwickelten sich Schülerschaft und Lehrkörper rasch zu einer eigenständigen Schule.

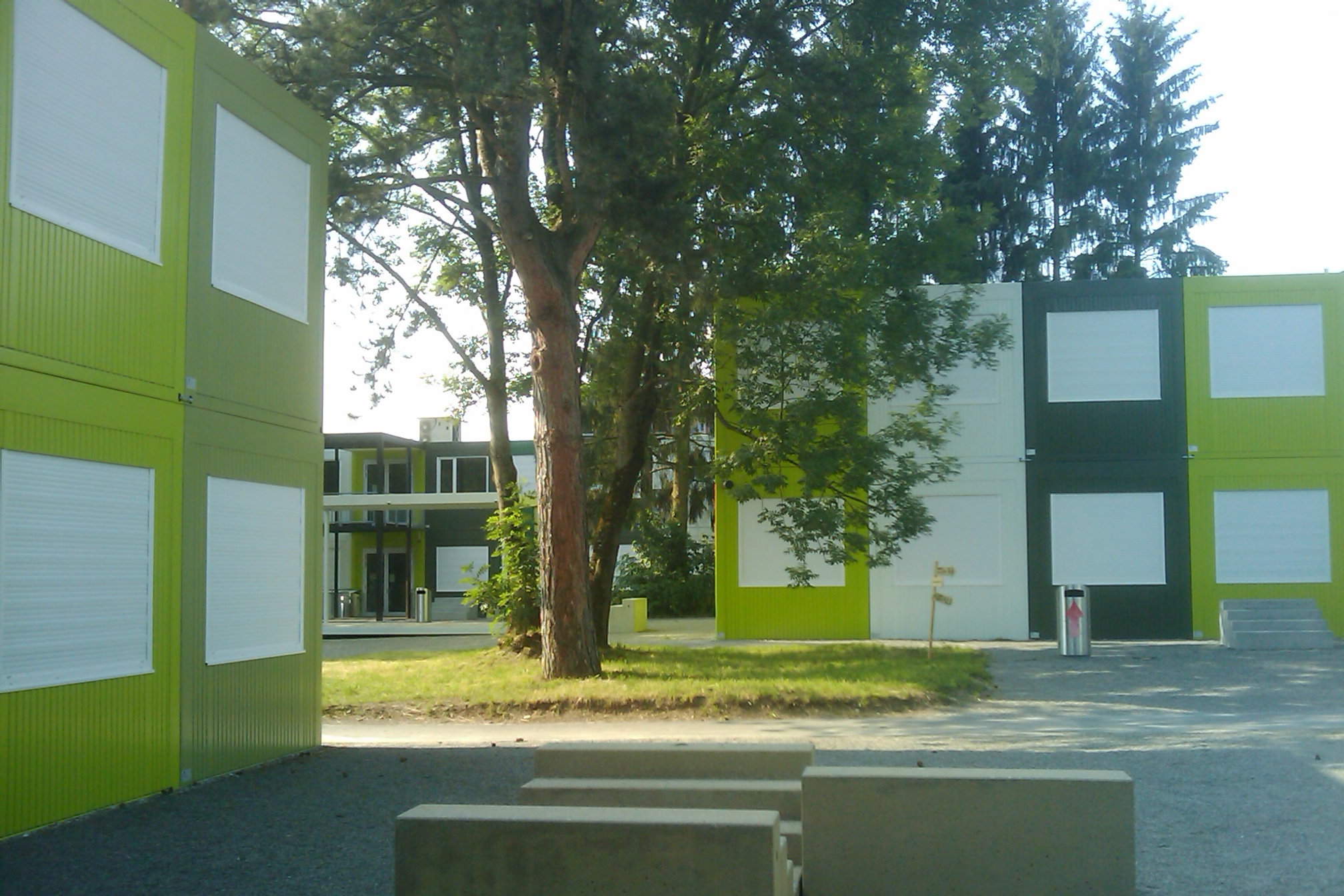
Parkschulcampus der Kantonsschule Uster

Im Frühjahr 1977 wurden die eidgenössisch anerkannten Maturitätstypen B (Latein) und C (mathematisch-naturwissenschaftliche Richtung) eingeführt, 1979 auch der Typus D (neusprachliche Orientierung). Trotz des steten Anstiegs der Schülerzahlen konnten die Klassen fast ausschliesslich typengemischt geführt werden. Im Frühjahr 1979 wurde die erste Unterstufenklasse eröffnet. Damit wurde eine ausreichende Schülerzahl für die Durchführung einer Teilklasse des Typus B garantiert. Die Schülerzahl stieg rasch aufgrund des erweiterten Bildungsangebots auf rund 240 Schülerinnen und Schüler in 12 Klassen an. – Die Filialabteilung Glattal hatte sich von der Kleinstschule zu einer Kleinschule weiterentwickelt. Die Schule blieb dabei weiterhin überschaubar, musste aber aus Kostengründen auf vieles verzichten (z. B. interne Verpflegung), was grössere Schulen selbstverständlich bieten konnten.

### Die Pionierzeit 1984–2005
1984 wurde eine neue Stundentafel verabschiedet. Diese war so gestaltet, dass ein für alle Maturitätstypen gültiges Fundament an Fächern, sowie die typencharakteristischen Fächer so eingepasst waren, dass eine optimale Kombinierbarkeit der Maturtypen möglich wurde. Im Herbst 1991 teilten sich 14 Klassen – 8 davon typengemischt – dieselbe Anzahl Räume wie zuvor 12 Klassen. Ab Herbst 1992 erhöhte sich die Schülerzahl erneut, nachdem eine zweite Unterstufenklasse Platz fand. Nunmehr besuchten rund 290 Schülerinnen und Schüler die Kantonsschule in Dübendorf. In den Anfangsjahren des neuen Jahrtausends wurde das Angebot der Kantonsschule ständig erweitert. 2002 wurde das Wirtschaftlich-Rechtliche Profil als fünftes und letztes Profil eingeführt, womit das Angebot auf acht Schwerpunktfächer anwuchs.
Die Diaspora 2006–2012

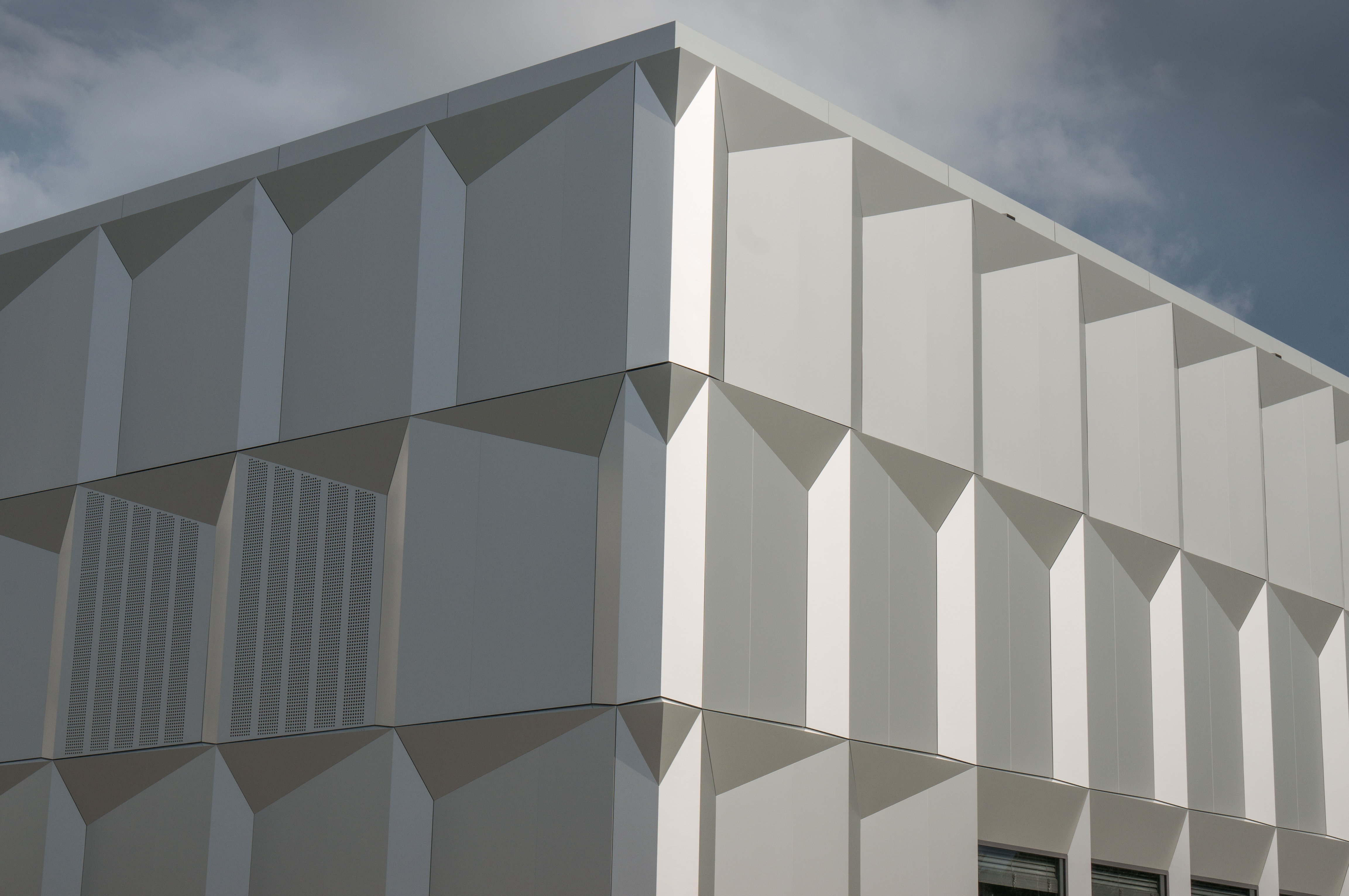
Südwestfassade der Turnhalle des Bildungszentrums Uster

Im Jahr 2006 wurde die Schule eigenständig. Sie bekam eine Gründungsrektorin, eine eigene Schulkommission und nannte sich neu Kantonsschule Glattal (KGL).
Der Verbleib in Dübendorf und die Namensgebung war nur für wenige Jahre vorgesehen. Schon 2001 hatte der Regierungsrat entschieden, die Kantonsschule nach Uster zu verlagern. Ein Architekturwettbewerb wurde lanciert und ein Bauprojekt für den Neubau in Uster ausgeschrieben. Im Jahre 2006 wurden in der Zielstadt Uster vier Unterrichtszimmer neu angemietet, die aufgrund der prekären Platzverhältnisse in Dübendorf fehlten. Erneut stellten sich neue Herausforderungen für den Verantwortlichen des Stundenplans: Die Pläne waren so zu kombinieren, dass die Schülerinnen und Schüler pro Tag nur an einem Schulort Unterricht hatten. Es war jedoch unmöglich, dies ebenfalls für die Lehrpersonen umzusetzen, so dass für den Lehrkörper die Zeit des Pendelns zwischen Dübendorf und Uster anbrach. Da sich die Realisation des Neubauprojektes jedoch immer mehr in die Länge zog, kursierte im Lehrerkollegium bald der Übername «Providurium» für den herrschenden Zustand. In den fünf Jahren 2006 bis 2011 wuchs die Kantonsschule auf über 400 Schülerinnen und Schüler an. Gleichzeitig erreichte die Kantonsschule Glattal die Kündigung der Schulräume in Dübendorf wegen Eigenbedarfs der Primarschule. Dies setzte die Verantwortlichen des Kantons unter Zugzwang: Es musste umgehend eine Übergangslösung gefunden werden, die bis zur Fertigstellung des Neubaus die Schule beherbergen konnte.

### Die Zeit im Parkschulcampus 2013–2019
In kürzester Zeit wurde eine Übergangslösung realisiert, die im Februar 2013 den vollständigen Umzug der Schule nach Uster zur Folge hatte. Die Übergangslösung hat die Schule wieder an einem Standort zusammengeführt und die Namensänderung zur Kantonsschule Uster (KUS) möglich gemacht. Am 19. April 2013 erfolgte die offizielle Einweihung des Parkschulcampus.

### Der Neubau 2019

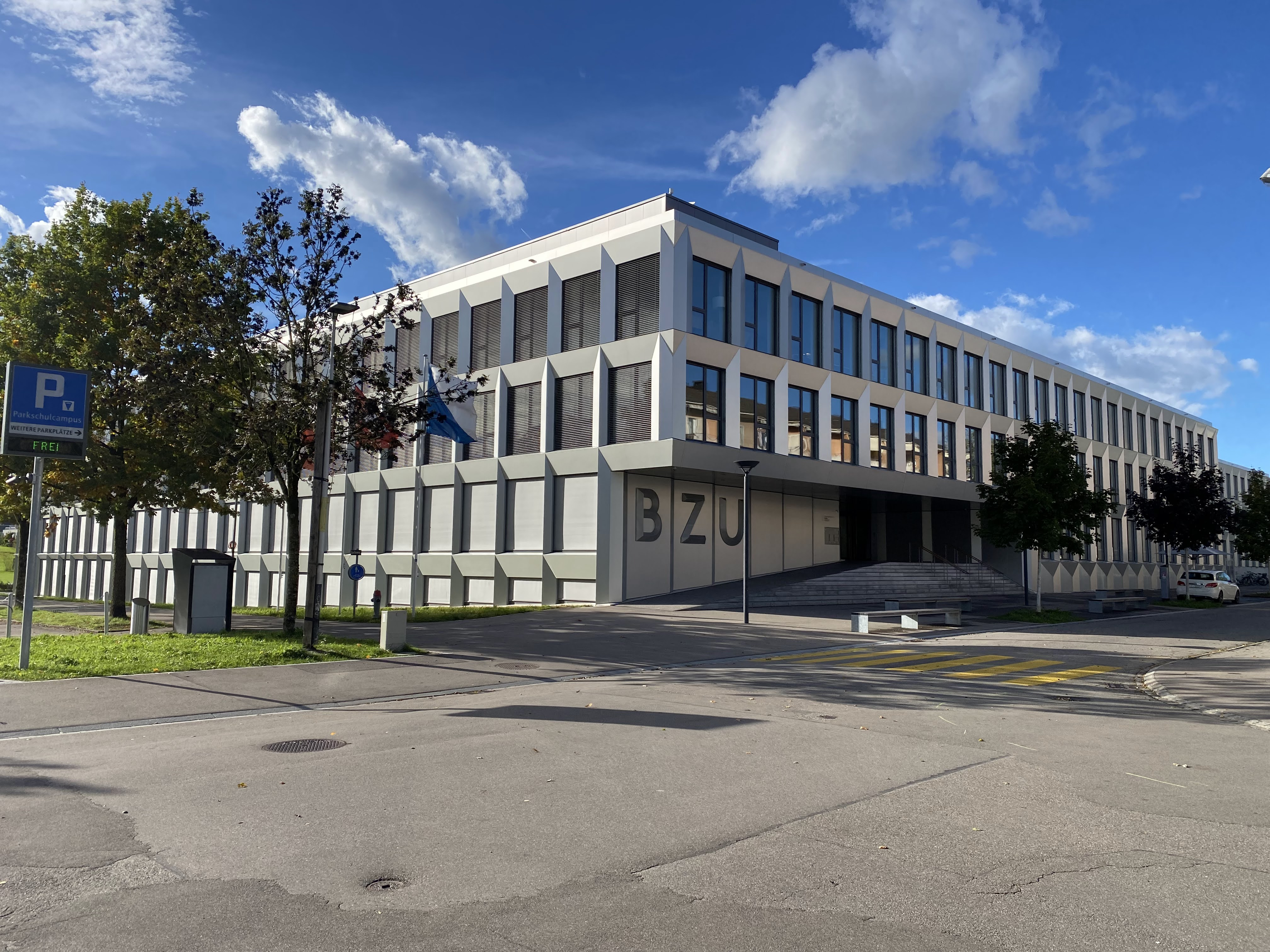
Bildungszentrum Uster

Nach knapp drei Jahren Bauzeit war das neue Gebäude des Bildungszentrums Uster bezugsfertig. Mit einer Feier am 17. April 2019 wurde die Einrichtung offiziell eingeweiht und der Öffentlichkeit übergeben. Am 6. Mai 2019 fand planmäßig der erste Schultag im neuen Gebäude statt. Seit diesem Tag sind die Kantonsschule Uster (KUS), die Berufsfachschule Uster (BFSU) und die Höheren Berufsbildung Uster (HBU) unter einem Dach vereint. Der gemeinsame Standort ermöglicht die gemeinschaftliche Nutzung verschiedener Bereiche wie Mensa, Mediathek, Sporthallen und Aula.
Der Unterricht der Kantonsschule findet hauptsächlich im Erdgeschoss und im 2. Obergeschoss statt. Der Parkschulcampus (PSC) der Kantonsschule Uster bleibt auch nach der Eröffnung des Neubaus erhalten. Die dortigen Räumlichkeiten dienen einerseits dem Unterricht für die gymnasiale Unterstufe und andererseits als Kapazitätsreserve für den erwarteten Anstieg an Schülern an der Kantonsschule.
Die Provisorien der BFSU und der HBU wurden nach der Fertigstellung des Neubaus innerhalb von knapp zwei Monaten vollständig zurückgebaut. Auf der frei gewordenen Fläche entsteht in naher Zukunft die Außensportanlage der Schulen.
Das Bauvolumen betrug ca. 100 Millionen Schweizer Franken und das Bildungszentrum wird erwartungsgemäss von 2500 Lernenden frequentiert. Auf dem Dach befindet sich die grösste Photovoltaikanlage des Kantons Zürich, die neben Erdwärme und Anschluss an einen Fernwärmeverbund eine weitgehende energetische Selbstversorgung sicherstellen soll.